# Joseph Y. Resnick

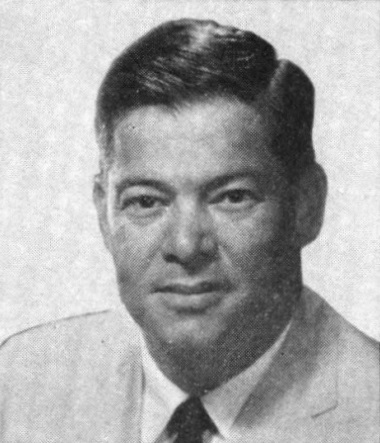
Joseph Y. Resnick

Joseph Yale Resnick (* 13. Juli 1924 in Ellenville, New York; † 6. Oktober 1969 in Las Vegas, Nevada) war ein US-amerikanischer Politiker. Zwischen 1965 und 1969 vertrat er den Bundesstaat New York im US-Repräsentantenhaus.

## Werdegang
Joseph Yale Resnick wurde ungefähr sechs Jahre nach dem Ende des Ersten Weltkrieges im Ulster County geboren. Er machte eine Ausbildung in Elektronik. Während des Zweiten Weltkrieges diente er als Funker in der US-Handelsmarine. Nach dem Krieg war er Gründer und Vorsitzender des Board of Channel Master Corp. Er beschäftigte sich mit Forschung und Entwicklung in den Bereichen Elektronik und Kunststoff. Daneben saß er im Ellenville School Board. Politisch gehörte er der Demokratischen Partei an.
Bei den Kongresswahlen des Jahres 1964 für den 89. Kongress wurde Resnick im 28. Wahlbezirk von New York in das US-Repräsentantenhaus in Washington, D.C. gewählt, wo er am 4. Januar 1965 die Nachfolge von J. Ernest Wharton antrat. Er wurde einmal wiedergewählt. Da er auf eine erneute Kandidatur 1968 verzichtete, schied er nach dem 3. Januar 1969 aus dem Kongress aus. Er kandidierte stattdessen 1968 erfolglos für die Nominierung für den US-Senat.
Nach seiner Kongresszeit nahm er wieder seine früheren Geschäftsaktivitäten auf. Er verstarb auf einer Geschäftsreise nach Kalifornien am 6. Oktober 1969 in Las Vegas. Sein Leichnam wurde dann auf dem Hebrew Aid Society Cemetery in Wawarsing beigesetzt.